# 1986-os labdarúgó-világbajnokság-selejtező (UEFA – 7. csoport)
Az 1986-os labdarúgó-világbajnokság európai 7. selejtezőcsoportjának mérkőzéseit, és a csoport végeredményét tartalmazó lapja. A csoportban körmérkőzéses, oda-visszavágós rendszerben játszottak egymással a labdarúgó-válogatottak. A selejtezőket 1984. szeptember 12. és 1985. szeptember 25. között rendezték. A csoport győztese automatikus résztvevője lett az 1986-os labdarúgó-világbajnokságnak.
A csoportban Izland, Skócia, Spanyolország és Wales szerepelt.
Spanyolország végzett az első helyen és kijutott az 1986-os világbajnokságra, míg a második helyet Skócia szerezte meg és interkontinentális pótselejtezőt játszhatott.

## Tabella
| Hely. | Csapat        | M | Gy | D | V | G+ | G– | Gk | P | Továbbjutás                          |     | Spanyolország | Skócia | Wales | Izland |
| ----- | ------------- | - | -- | - | - | -- | -- | -- | - | ------------------------------------ | --- | ------------- | ------ | ----- | ------ |
| 1.    | Spanyolország | 6 | 4  | 0 | 2 | 9  | 8  | +1 | 8 | Kijutott az 1986-os világbajnokságra |     | —             | 1–0    | 3–0   | 2–1    |
| 2.    | Skócia        | 6 | 3  | 1 | 2 | 8  | 4  | +4 | 7 | UEFA–OFC pótselejtező                |     | 3–1           | —      | 0–1   | 3–0    |
| 3.    | Wales         | 6 | 3  | 1 | 2 | 7  | 6  | +1 | 7 |                                      |     | 3–0           | 1–1    | —     | 2–1    |
| 4.    | Izland        | 6 | 1  | 0 | 5 | 4  | 10 | −6 | 2 |                                      | 1–2 | 0–1           | 1–0    | —     |        |

## Mérkőzések
| 1984. szeptember 12. |

| Izland    | 1–0         | Wales |
| --------- | ----------- | ----- |
| Bergs 50' | Jegyzőkönyv |       |

| Laugardalsvöllur, Reykjavík Nézőszám: 10,837 Játékvezető: Steen Jenssen (dán) |

| 1984. október 17. |

| Spanyolország                         | 3–0         | Wales |
| ------------------------------------- | ----------- | ----- |
| Rincón 7' Carrasco 83' Butragueño 89' | Jegyzőkönyv |       |

| Estadio Benito Villamarín, Sevilla Nézőszám: 26,564 Játékvezető: Erik Fredriksson (svéd) |

| 1984. október 17. |

| Skócia                  | 3–0         | Izland |
| ----------------------- | ----------- | ------ |
| McStay 26' Nicholas 74' | Jegyzőkönyv |        |

| Hampden Park, Glasgow Nézőszám: 52,829 Játékvezető: Egbert Mulder (holland) |

| 1984. november 14. |

| Wales                 | 2–1         | Izland        |
| --------------------- | ----------- | ------------- |
| Thomas 36' Hughes 62' | Jegyzőkönyv | Petursson 56' |

| Ninian Park, Cardiff Nézőszám: 10,506 Játékvezető: Edward Farrell (ír) |

| 1984. november 14. |

| Skócia                      | 3–1         | Spanyolország  |
| --------------------------- | ----------- | -------------- |
| M.Johnston 33' Dalglish 71' | Jegyzőkönyv | Goikoetxea 65' |

| Hampden Park, Glasgow Nézőszám: 74,299 Játékvezető: Adolf Prokop (keletnémet) |

| 1985. február 27. |

| Spanyolország | 1–0         | Skócia |
| ------------- | ----------- | ------ |
| Clos 48'      | Jegyzőkönyv |        |

| Estadio Ramón Sánchez-Pizjuán, Sevilla Nézőszám: 54,524 Játékvezető: Michel Vautrot (francia) |

| 1985. március 27. |

| Skócia | 0–1         | Wales    |
| ------ | ----------- | -------- |
|        | Jegyzőkönyv | Rush 37' |

| Hampden Park, Glasgow Nézőszám: 62,424 Játékvezető: Alexis Ponnet (belga) |

| 1985. április 30. |

| Wales               | 3–0         | Spanyolország |
| ------------------- | ----------- | ------------- |
| Rush 44' Hughes 53' | Jegyzőkönyv |               |

| Racecourse Ground, Wrexham Nézőszám: 23,494 Játékvezető: Jan Keizer (holland) |

| 1985. május 28. |

| Izland | 0–1         | Skócia   |
| ------ | ----------- | -------- |
|        | Jegyzőkönyv | Bett 86' |

| Laugardalsvöllur, Reykjavík Nézőszám: 15,474 Játékvezető: Anatoly Milchenko (szovjet) |

| 1985. június 12. |

| Izland         | 1–2         | Spanyolország          |
| -------------- | ----------- | ---------------------- |
| Thordasson 33' | Jegyzőkönyv | Sarabia 50' Marcos 67' |

| Laugardalsvöllur, Reykjavík Nézőszám: 10,410 Játékvezető: André Daina (svájci) |

| 1985. szeptember 10. |

| Wales      | 1–1         | Skócia                |
| ---------- | ----------- | --------------------- |
| Hughes 13' | Jegyzőkönyv | Cooper 80' (11-esből) |

| Ninian Park, Cardiff Nézőszám: 34,247 Játékvezető: Jan Keizer (holland) |

| 1985. szeptember 25. |

| Spanyolország           | 2–1         | Izland            |
| ----------------------- | ----------- | ----------------- |
| Rincón 44' Gordillo 51' | Jegyzőkönyv | Thorbjornsson 35' |

| Estadio Benito Villamarín, Sevilla Nézőszám: 42,210 Játékvezető: Siegfried Kirschen (keletnémet) |

## Góllövőlista
|  |  |